# Бабанська волость
Бабанська волость — адміністративно-територіальна одиниця Уманського повіту Київської губернії з центром у селі Бабани.
Станом на 1886 рік складалася з 7 поселень, 7 сільських громад. Населення — 7911 осіб (3938 чоловічої статі та 3973 — жіночої), 1565 дворових господарств.
|                     | Площа, десятин | У тому числі орної, дес. |
| ------------------- | -------------- | ------------------------ |
| Сільських громад    | 13783          | 11765                    |
| Приватної власності | 1768           | 1539                     |
| Казенної власності  | 1461           | 155                      |
| Іншої власності     | 310            | 275                      |
| Загалом             | 17465          | 13734                    |

Поселення волості:
- Бабани (Голева) — колишнє військове поселення при річці Ревуха за 20 версти від повітового міста, 1846 осіб, 406 дворів, православна церква, каплиця, школа, 3 постоялих дворів, 3 рейнських погреби, 3 постоялих будинки, 3 водяних і 5 вітряних млинів.
- Гродзеве — колишнє військове поселення при річці Уманка, 1034 особи, 211 дворів, православна церква, школа, постоялий будинок, водяний і 3 вітряних млини.
- Заячківка — колишнє військове поселення при річці Ятрань, 287 осіб, 67 дворів, каплиця, постоялий будинок.
- Псярівка — колишнє військове поселення при річці Ятрань, 1732 особи, 347 дворів, православна церква, школа, 2 постоялих будинки, лавка, 2 водяних і 7 вітряних млинів.
- Свинарка — колишнє військове поселення при річці Рудій, 721 особа, 139 дворів, православна церква, школа, постоялий будинок.
- Степківка — колишнє військове поселення при річці Ятрань, 826 осіб, 149 дворів, православна церква, школа, постоялий будинок, водяний млин.
- Сушківка — колишнє військове поселення при річці Уманка, 1241 особа, 246 дворів, православна церква, школа, 4 постоялих будинки, 2 водяних млини.

Старшинами волості були:
- 1909 року — Тимофій Феофанович Бень[2];
- 1910—1915 роках — Леонтій Іванович Слободяник[3],[4],[5],[6].